# Jhalu
Jhalu es  pueblo y nagar Panchayat situado en el distrito de Bijnor en el estado de Uttar Pradesh (India). Su población es de 20978 habitantes (2011). 

## Demografía
Según el  censo de 2011 la población de Jhalu era de 20978 habitantes, de los cuales 10893 eran hombres y 10085 eran mujeres. Jhalu tiene una tasa media de alfabetización del 69%, superior a la media estatal del 67,68%: la alfabetización masculina es del 75,92%, y la alfabetización femenina del 61,45%.